# Dům U Černé Matky Boží
Dům U Černé Matky Boží je vrcholné dílo české kubistické architektury. Vystavěn byl v letech 1911–1912 stavební firmou Matěje Blechy podle návrhu českého architekta Josefa Gočára.
Rohový dům se nachází na Starém Městě na adrese Celetná ulice čp. 569/34 a Ovocný trh čp. 569/19. Název pochází od barokní sošky Černé Madony, která je umístěna na jeho nároží. Dnes je v něm umístěno muzeum českého kubismu sbírek Uměleckoprůmyslového muzea v Praze.

## Historie

### Výstavba
Dům U Černé Matky Boží stojí na místě původního barokního domu rytířů Granovských, po kterém převzal jeho název.
Byl vystavěn původně jako obchodní dům na základě požadavků obchodníka a investora Františka Josefa Herbsta,(*1860-1919+). Zajímavostí je, že původní Gočárův návrh domu nesplňoval požadavky posuzovatele stavby – pražského magistrátu – na dokonalý soulad s historickým prostředím. Gočár na to reagoval tak, že dům doplnil o další kubistické prvky – např. více kubistický vchod nebo balkónové zábradlí.[zdroj?]
V suterénu byla původně vinárna, v prvním patře kavárna a ve druhém obchody s textilem.
Třetí patro bylo určeno pro kanceláře a čtvrté pro byty. Kubisticky byl zařízen i interiér včetně nábytku a ostatních detailů.
Původní kavárna zanikla už ve 20. letech 20. století – údajně pro nemodernost kubistického stylu – a na jejím místě vznikly kanceláře.
Tento trend pokračoval i později a byl završen v 50. letech, kdy celý dům využíval pro svou kancelářskou činnost podnik Výstavnictví.

### Zástava
Na počátku 90. let 20. století byl Ministerstvem kultury ČR dům poskytnut jako záruka krytí cca 300milionového úvěru pro rozjezd loterijní hry zvané Česká lotynka. Když projekt lotynky zkrachoval, hrozilo, že stát o vzácnou památku přijde, neboť bude poskytnuta bance jako splátka za nepokrytý úvěr ze zkrachovalé loterijní hry. Státní fond kultury si pak rychle vzal od Komerční banky půjčku na splátky úvěru.[zdroj?]

### Rekonstrukce
V listopadu 1993 se tento významný kubistický dům dočkal důkladné stavební rekonstrukce podle projektu Karla Pragera, během níž byl uveden do původního stavu, byly odstraněny staré nátěry a byla dostavěna i část prosklené střechy v souladu s původním Gočárovým návrhem, který nebyl původně realizován. 18. října 1994 byl dům slavnostně otevřen za účasti prezidenta Václava Havla. Bylo v něm umístěno České muzeum výtvarného umění; v části domu byla i stálá výstava českého kubismu. Později – v roce 2000 – se na roh domu dostala i polychromovaná řezaná kopie původní sošky černé Madony.
Muzeum zde skončilo svoji činnost v roce 2002, ale výstava českého kubismu byla obnovena v roce 2003 pod hlavičkou Národní galerie. V roce 2005 byla v prvním patře znovu otevřena kavárna Grand Café Orient. Od roku 2015 má dům v pronájmu Uměleckoprůmyslové muzeum v Praze, které zde obnovilo expozici kubismu a pořádá krátkodobé výstavy.
V roce 2010 byl dům zařazen na seznam národních kulturních památek.

## Zajímavosti
V kavárně se natáčel 31. díl seriálu Specialisté (Poslední rande), který byl uveden v roce 2018.

## Galerie

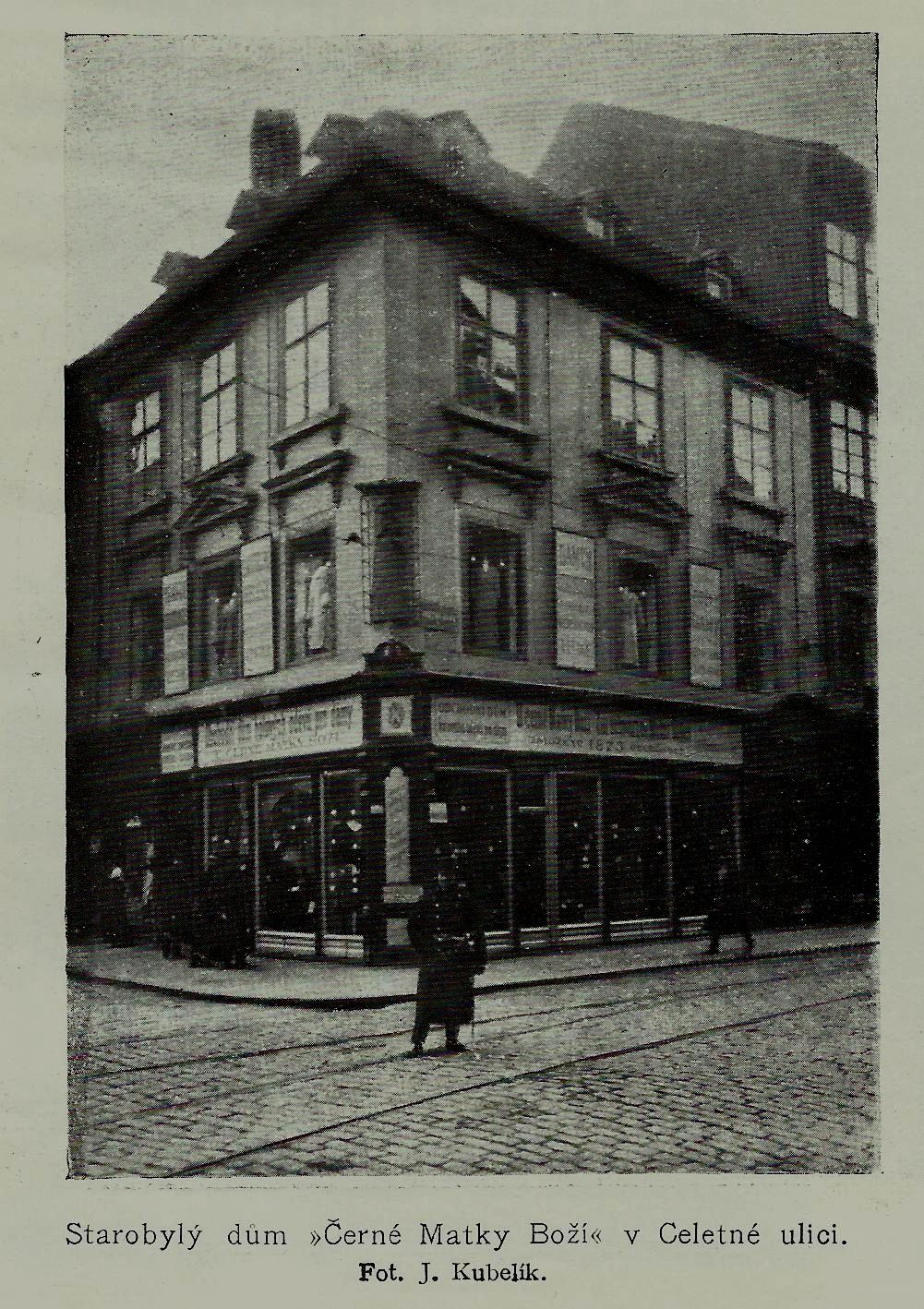
Původní barokní městský dům rytířů z Granova, stržený v roce 1911
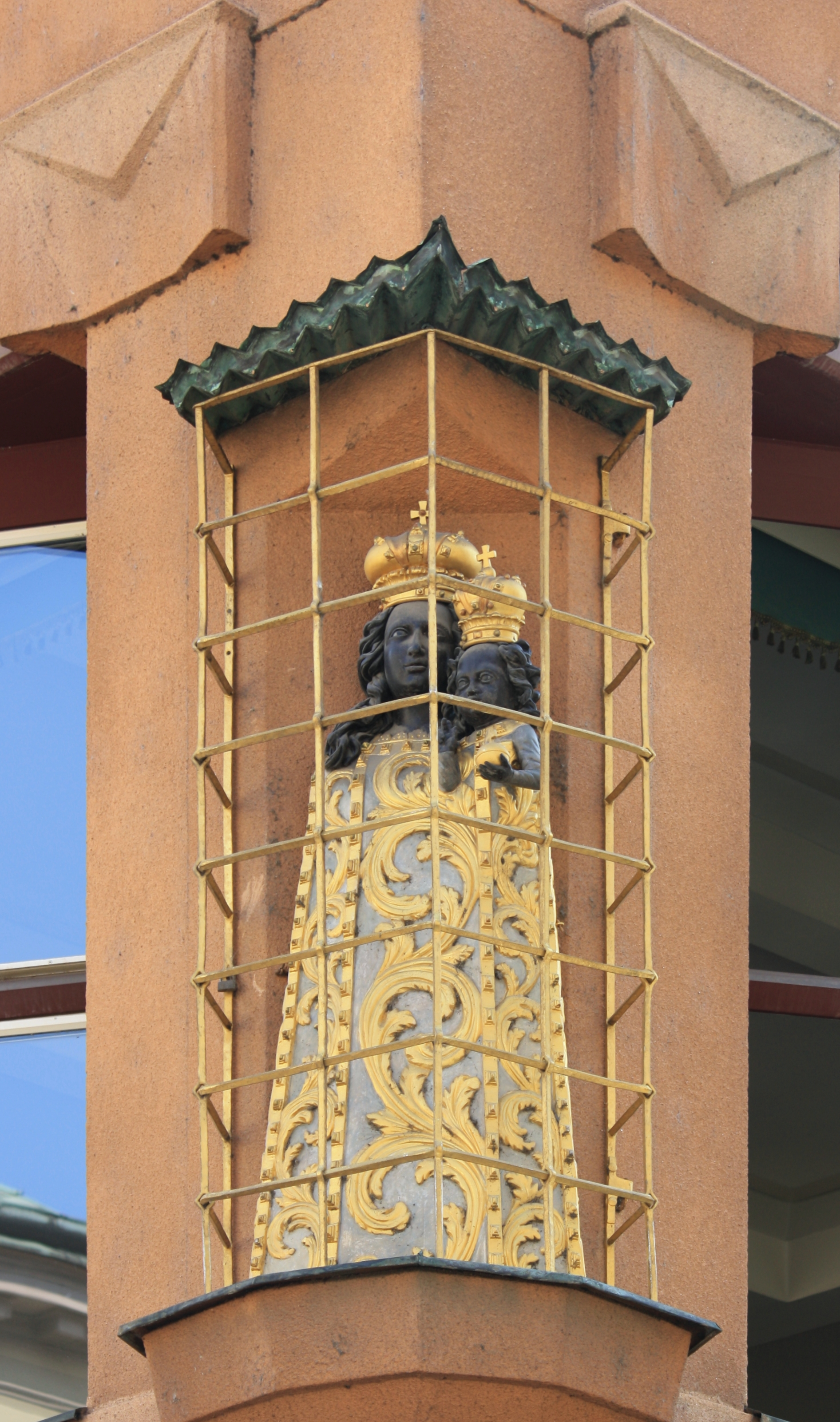
Barokní soška Černé Matky Boží na průčelí, podle níž dům dostal svůj název
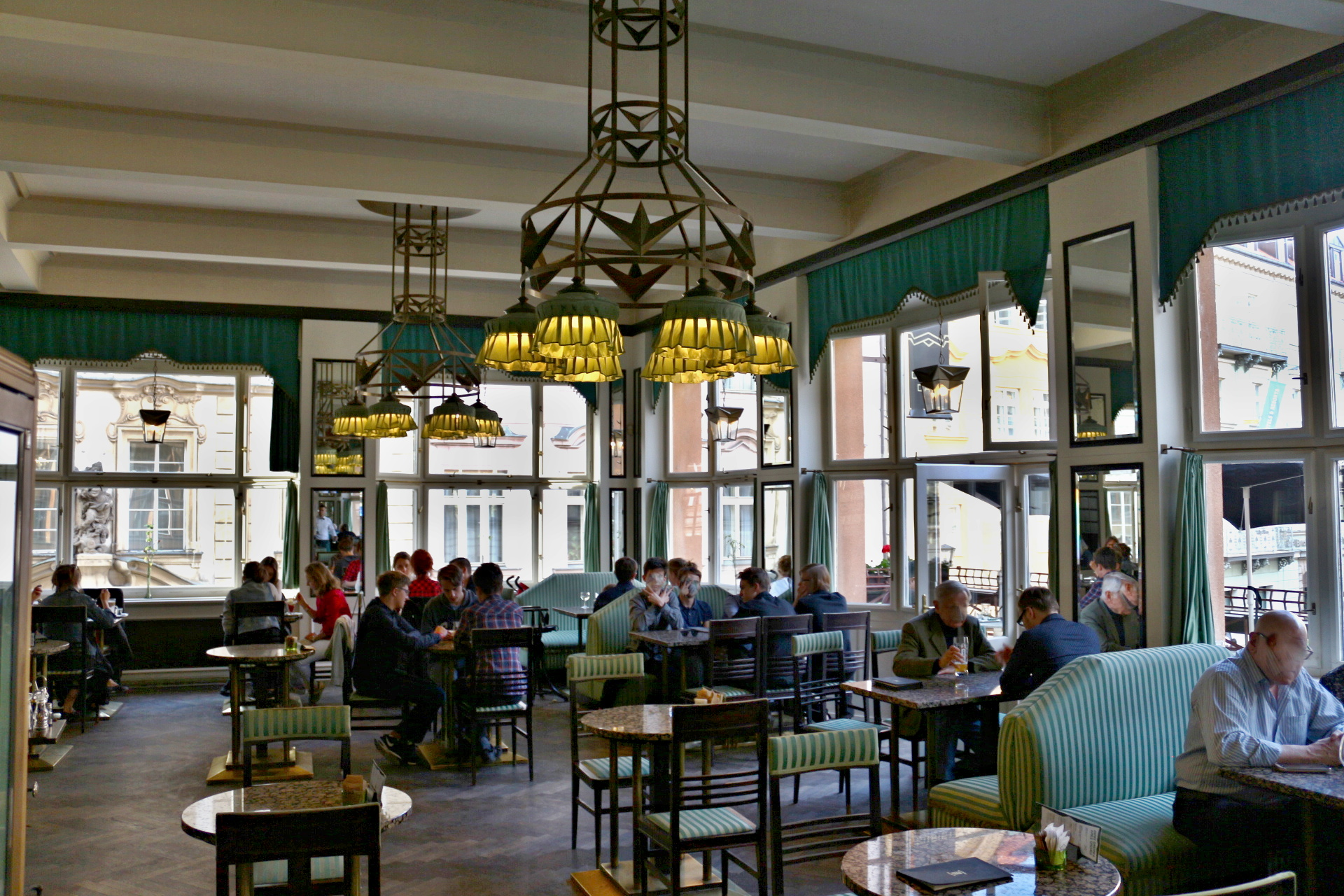
Grand Café Orient
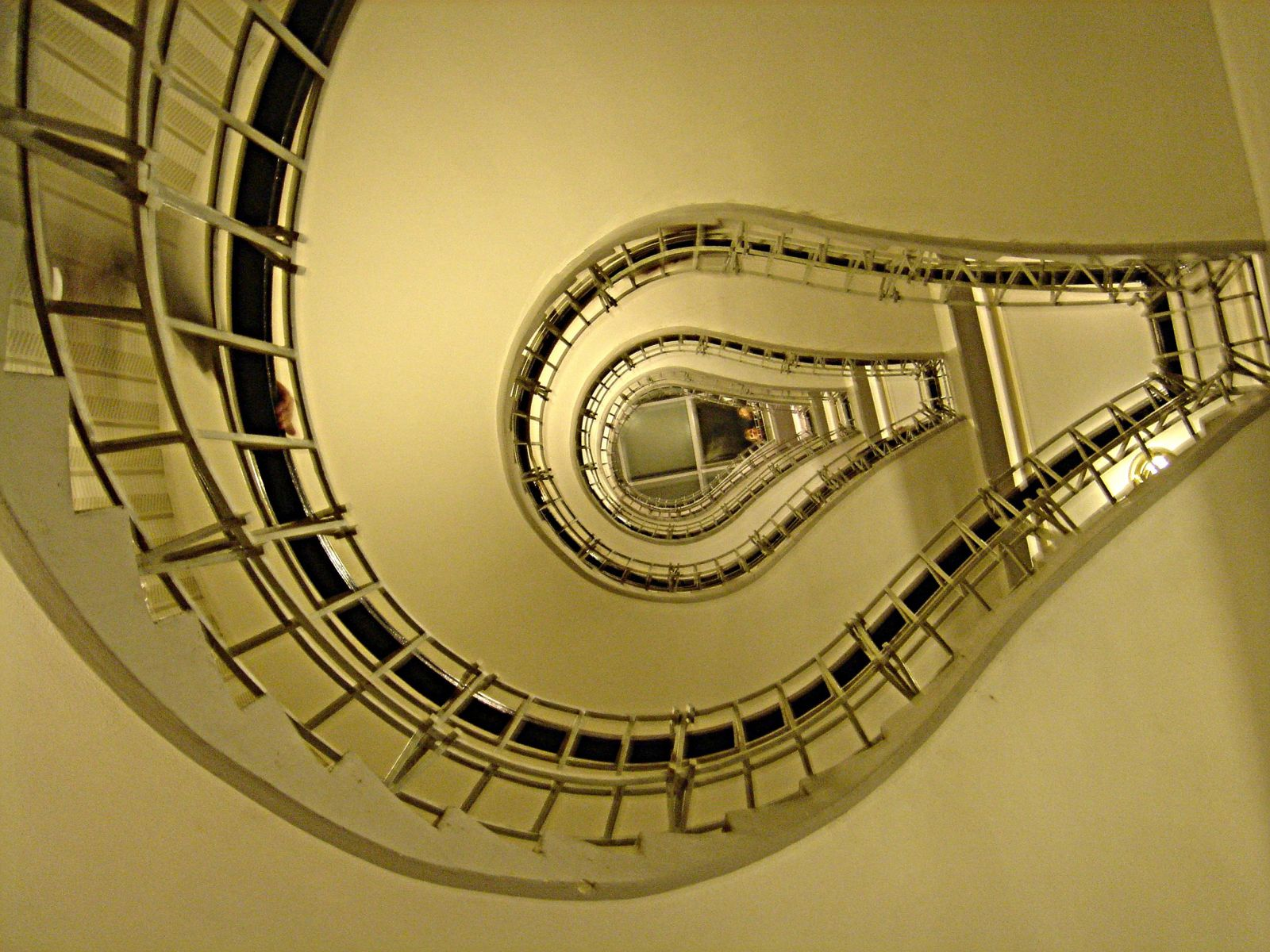
pohled zespoda na schodiště